# Курт Яразінскі
Курт Яразінскі (нім. Kurt Jarasinski, 6 листопада 1938 — 27 жовтня 2005) — німецький вершник.
Олімпійський чемпіон 1964 року в командному конкурі.